# Kouroumani
Kouroumani är en ort i Burkina Faso.   Den ligger i provinsen Province du Kénédougou och regionen Hauts-Bassins, i den västra delen av landet, 300 km väster om huvudstaden Ouagadougou. Kouroumani ligger 381 meter över havet och antalet invånare är 2 359.
Terrängen runt Kouroumani är platt. Runt Kouroumani är det ganska glesbefolkat, med 47 invånare per kvadratkilometer.. Kouroumani är det största samhället i trakten.
Omgivningarna runt Kouroumani är en mosaik av jordbruksmark och naturlig växtlighet.